# Nørlyng Herred
Nørlyng Herred hed i Kong Valdemars Jordebog Lyungæhæreth nørræ og hørte i middelalderen til Ommersyssel; Senere kom herredet under Hald Len og fra 1660 Hald Amt; I 1794 kom det under det da oprettede Viborg Amt.
Nørlyng Herred grænser mod nord til Rinds Herred,
hvorfra det skilles ved Skals Å, og Hjarbæk Fjord, mod vest til Fjends Herred og mod syd og sydøst til Lysgård , Middelsom og Sønderlyng Herreder samt mod nordøst til Randers Amt (Nørhald og Onsild Herred).
I herredet ligger følgende sogne:
- Asmild Sogn – (Viborg Kommune)
- Bigum Sogn – (Tjele Kommune)
- Dollerup Sogn – (Viborg Kommune)
- Finderup Sogn – (Viborg Kommune)
- Fiskbæk Sogn – (Viborg Kommune)
- Gråbrødre Sogn – (Viborg Kommune) – (Nørre Sogn, fra 1813 under Domsognet)
- Lindum Sogn – (Tjele Kommune)
- Løvel Sogn – (Tjele Kommune)
- Pederstrup Sogn – (Tjele Kommune)
- Ravnstrup Sogn – (Viborg Kommune)
- Romlund Sogn – (Viborg Kommune)
- Rødding Sogn – (Tjele Kommune)
- Søndre Sogn – (Viborg Kommune) – (Også kaldet Sortebrødre Sogn)
- Tapdrup Sogn – (Viborg Kommune)
- Vammen Sogn – (Tjele Kommune)
- Viborg Domsogn – (Viborg Kommune)
- Viborg Tugthus Sogn – (Viborg Kommune)
- Vorde Sogn – (Viborg Kommune)

## Eksterne kilder og henvisninger
- Nørlyng Herred i J.P. Trap: Kongeriget Danmark, udarbejdet af H. Weitemeyer (3. udgave, 4. bind 1901)

56°30′56.02″N 9°24′30.3″Ø / 56.5155611°N 9.408417°Ø